# Pont-Aven
Pont-Aven er en fransk kommune og mindre by med nogle få tusind indbyggere i det sydlige Bretagne lidt øst for Concarneau og vest for Lorient. Den ligger i det franske departement Finistère. 
Stedet og omegnen er især kendt på grund af kunstnerkolonien "Pont-Aven-skolen" i slutningen af 1800-tallet.
| - Fotos fra egnen - Huse ved floden i Pont-Aven - Idyl fra Pont-Aven - Havnen i Pont-Aven |

| - Kunstneres syn på Pont Aven - Émile Bernard: 'Août, Verger à Pont Aven', 1886 (August, frugthave ved Pont Aven) - Henri Delavallée: Båd på floden Aven ved lavvande, 1887 ('Barque sur l’Aven à marée basse') - Paul Sérusier: "Talismanen" (fr. "Le Talisman, l'Aven au Bois d'Amour") 1888 - Émile Bernard: Landskab ved Pont-Aven, 1889 - Maxime Maufra: 'Vue du port de Pont-Aven', 1893-94 - Gauguin: David-møllen i Pont-Aven, 1894 |